# Banco Central (Espagne)
Pour les articles homonymes, voir Banco Central.
Banco Central est une banque privée espagnole fondée le 6 décembre 1919. Elle fusionna en 1991 avec Banco Hispano Americano pour devenir Banco Central Hispanoamericano, puis avec Banco Santander en 1999. Elle avait son siège à Madrid. Depuis 1947, il était situé à la rue Alcalá 49, dans un bâtiment connu sous le nom de Edificio de las Cariátides, siège jusqu'alors de Banco Río de la Plata, banque avec laquelle Banco Central avait fusionné la même année.

## Histoire
Banco Central naquit de la fusion en 1919 de huit petites banques. Elle fut à l'origine de la création de plusieurs entreprises comme Minero Siderúrgica de Ponferrada (mines sidérurgiques), Saltos del Sil (hydroélectrique) ou Cementos Cosmos (ciment). La société racheta deux banques au milieu du XXe siècle : Banco Río de la Plata en 1947 et Banco de Tortosa en 1951. La banque devint dans les années 1980 la première banque privée espagnole.
Sous la présidence d'Alfonso Escámez, Banco Central entra en bourse à New York en 1983.
La société annonça en 1988 son intention de fusionner avec la banque Banesto, fusion qui n'aura finalement pas lieu. Elle fusionna par contre en 1991 avec Banco Hispano Americano pour former Banco Central Hispanoamericano, plus connue sous le nom de Central Hispano (BCH),. La nouvelle entité garda Alfonso Escámez comme président. En 1999, la BCH fusionna avec Banco Santander et devint Banco Santander Central Hispano (BSCH), qui retrouva par la suite le nom de Banco de Santander.